# Niolo

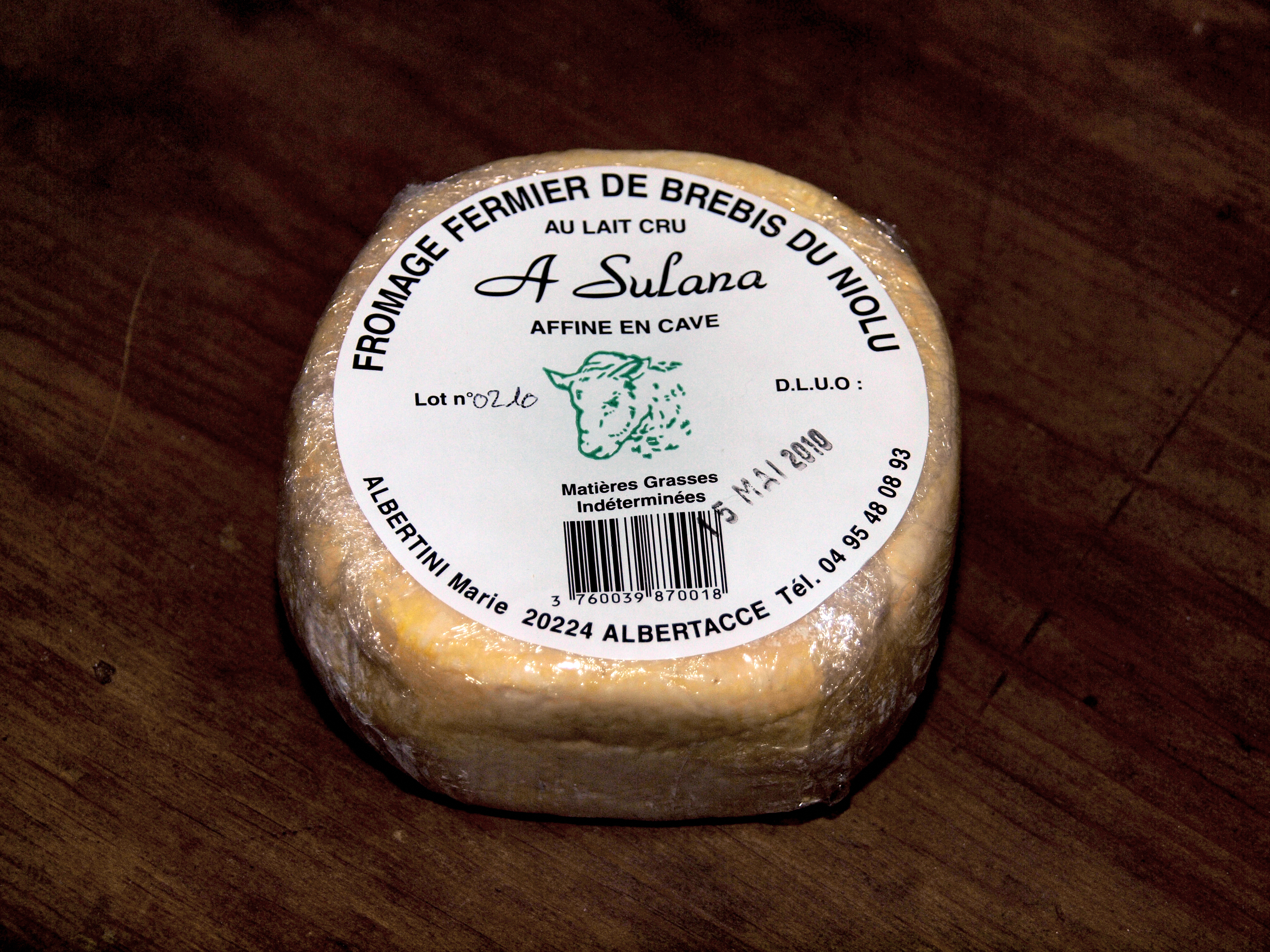

Niolo är en korsikansk fårost, kanske den mest kända bland dem. Den har en mjuk krämig konsistens, vit färg och ett grått skal. Den säljs i bitar på 40 gram och har en ganska skarp, nötig, pepprig smak. Niolo är en sommarost och smakar allra bäst mellan april och september. Denna ost verkar ha många beundrare världen över som uttrycker sig i eldiga ordalag om dess egenskaper och fördelar.